# Этой ночи жена
«Этой ночи жена» (яп. その夜の妻, Sono yo no tsuma; англ. That Night's Wife) — японский немой чёрно-белый фильм-драма режиссёра Ясудзиро Одзу, вышедший на экраны в  1930 году.

## Сюжет
Чтобы достать деньги на лечение больной дочери, Сюдзи решается ограбить банк. Унося ноги с места преступления, Сюдзи вскакивает в такси, не зная, что за рулём детектив Кагава, идущий по его следу.
В то же время его жена Маюми слышит от врача о тяжёлом положении их дочери Митико, но доктор также предупреждает, что если малышка перенесёт эту ночь, то опасность будет уже позади. Пришедший с деньгами Сюдзи признаётся супруге, каким образом они ему достались. Следом за ним в квартиру стучится детектив Кагава. Впустившая его Маюми, найдя пистолет супруга, держит детектива под прицелом, прося его позволить мужу остаться возле больной малышки хотя бы на одну эту ночь. Кагава проводит в этом доме всю ночь, размышляя как ему поступить — по совести или по закону?
На следующее утро Маюми пытается помочь мужу ускользнуть, и ему это удаётся. Однако Сюдзи возвращается и сдаётся Кагаве, дабы свершилось правосудие.

## В ролях
- Токихико Окада — Сюдзи Хасидзумэ, муж
- Эмико Ягумо — Маюми, жена
- Мицуко Итимура — Митико, дочь
- Того Ямамото (англ.) — детектив Кагава
- Тацуо Сайто — доктор Суда
- Тисю Рю — полицейский

## О фильме
Шестнадцатый фильм Одзу снимался с конца мая до июля 1930 года по мотивам переводного романа «С девяти до девяти» Оскара Шисгалла, опубликованного в периодическом японском издании «Новая молодёжь» в марте того же года . Когда глава студии «Сётику» Кидо Сиро впервые прочёл роман, то сразу же вознамерился приступить к киноадаптации и поручил разработку сценария опытному студийному автору Кого Нода. В оригинальной истории ограбление банка главным героем происходит за неделю до той злополучной ночи, когда в дом Сюдзи Хасидзумэ приходит детектив Кагава. Чтобы фильм был более напряжённым, Нода уложил всё происходящее в один вечер. Начинается фильм как криминальный боевик (ограбление банка), однако затем плавно переходит в социальную психологическую драму, всё действие которой разворачивается внутри одной квартиры. Получив сценарий, Одзу воплотил его на экране в уже привычном для него прозападном стиле с сильным влиянием модернизма, а также использованием цитат и заимствований из американского кино, которым он в то время очень восхищался. Влияние американского кино на Одзу ощутимо и во многих других работах режиссёра.

## Дополнительные факты
- Премьера в Японии 6 июля 1930 года.
- В 1952 году режиссёр Икэдо Коро снял ремейк этого фильма. Одзу присутствовал на предварительном просмотре и записал в дневнике своё впечатление от просмотра: «ужасно» [1].
- Фильм был показан в рамках ретроспективы японского кино на Берлинском Международном кинофестивале 2014 года[2].